# Charlotte Crona
Charlotte Kerstin Birgitta Crona, även känd som Charlotte Krona, född 2 mars 1978 i Bringetofta, är en svensk musiker (fiolspelare) och före detta fotomodell. Hon har även setts i biroller i italienska filmer.

## Biografi

### Tidiga år
Crona började spela fiol vid sex års ålder. I tonåren studerade hon på musikprogram på gymnasiet.
Hennes karriär som fotomodell inleddes med tävlingen Sveriges Lucia, där hon 1997 som nittonåring kom tvåa. Därefter följde hon sin mors tips (modern skickade även in bilderna inför Lucia-tävlingen) att delta i en modelltävling i Tranås arrangerad av Kanal 5. Hon vann tävlingen och belönades med en resa till italienska Salerno och fick där kontakt med en modellagentur, vilket ledde till ett modellkontrakt.

### Modellkarriär
Som fotomodell arbetade hon i närmare 15 års tid i en internationell miljö med uppdrag i New York, Miami, Milano, London, Tyskland och Paris. Modellandet gjordes bland annat för TV-reklam och kataloger för varumärken som Armani och Swatch. Under åren som modell omnämndes hon ofta under namnet Charlotte Krona.
Dessutom modellade hon ibland mer lättklätt, som glamourmodell, för olika kalendrar. 2004 syntes hon på omslaget till herrtidningen Fox Magazine och 2007 för den liknande tidningen Maxim. För att känna förankring och få distans arbetade hon även i perioder inom den lokala, småländska äldreomsorgen och på fabrik.
Vid sidan av modelluppdragen fortsatte hon även som violinist i samband med spelningar på logar och andra tillställningar. På senare år har hon, sedan hon flyttat hem till Sverige, bland annat spelat på äldreboenden och för föreningar på det småländska höglandet. Dessförinnan spelade hon även för stor publik vid olika tillställningar i Italien. Vid ett tillfälle fick hon nationell uppmärksamhet när hon hoppade ur ett "påskägg" och spelade fiol för premiärministern Silvio Berlusconi.

### Från Italien till Sverige
Crona var länge bosatt i Italien, där hon även haft olika biroller i italienska filmer. 2008 medverkade hon i komedifilmen Un'estate al mare.
2008 träffade hon sin make Ambri Felli i samband med ett reklamuppdrag. De bildade familj i Italien och fick två barn. 2013 flyttade hon och familjen till Sverige, där de kom att bosätta sig nära Cronas hembygd i norra Småland. Makarna är numera skilda men driver en italiensk delikatessbutik tillsammans.
Efter 15 år som fotomodell räknade Crona 2017 sin modellkarriär som avslutad.